# Аксёнов, Константин Филиппович
Константи́н Фили́ппович Аксёнов (18 августа 1918 — 7 ноября 1966) — участник Великой Отечественной войны, заместитель командира эскадрильи 82-го гвардейского бомбардировочного авиационного полка 1-й гвардейской бомбардировочной авиационной дивизии 6-го гвардейского бомбардировочного авиационного корпуса 2-й воздушной армии 1-го Украинского фронта, Герой Советского Союза (27.06.1945). На момент присвоения звания Героя — гвардии старший лейтенант, впоследствии — капитан.

## Биография
Родился 18 августа 1918 года в станице Великокняжеская, ныне город Пролетарск Ростовской области, в семье рабочего. Русский. 
С родителями переехал в город Омск. В 1935 году окончил семилетнюю школу. 
Работал токарем на Омском паровозо-вагоноремонтном заводе. В 1939 году заводской комсомольской организацией был принят в ВЛКСМ.
Без отрыва от производства прошёл обучение в аэроклубе и в апреле 1940 года поступил в Омскую военную авиационную школу лётчиков, которую окончил в 1941 году.
Служил в запасном авиационном полку. На фронтах Великой Отечественной войны с октября 1942 года. Воевал в составе 46-го бомбардировочного авиационного полка 263-й бомбардировочной авиационной дивизии 1-го бомбардировочного авиационного корпуса на Калининском, Волховском и Северо-Западном фронтах.
27 февраля 1943 года во время боёв по ликвидации Демянского плацдарма противника старший сержант К. Ф. Аксёнов выполнял боевое задание в районе Старой Руссы. Огнём вражеской зенитной артиллерии был подбит правый мотор его самолёта. Несмотря на это Аксёнов на одном двигателе успешно выполнил поставленную задачу и почти неуправляемый самолёт посадил на «брюхо» на своей территории.
В марте 1943 года младший лейтенант Аксёнов был переведён командиром звена в 321-й бомбардировочный авиационный полк, вскоре получивший наименование 82-го гвардейского. Тогда же 263-я дивизия была преобразована в 1-ю гвардейскую бомбардировочную авиационную дивизию.
В марте-июле 1943 года 82-й гвардейский бомбардировочный авиационный полк в составе корпуса был переведён на Воронежский фронт и вёл налёты на гитлеровские войска с аэродрома вблизи города Россошь (Воронежская область). С июля 1943 года — на Степном фронте. Участвуя в Курской битве, Аксёнов совершил 31 боевой вылет, нанёс врагу значительный ущерб, за что был награждён орденом Красного Знамени.
В дальнейшем уничтожал скопления войск противника, переправы и эшелоны гитлеровцев в районах Полтавы, Кременчуга, Днепропетровска, Кировограда.
Выполняя боевое задание по уничтожению мостов на Днепре в районе Днепропетровска и Кременчуга в составе девятки Пе-2 несмотря на сильный огонь зенитной артиллерии и активного противодействия истребителей врага прямыми попаданиями с пикирования уничтожил до 30 машин с живой силой и техникой, на некоторое время вывел из строя Кременчугский мост, за что получил благодарность командира корпуса.
21 сентября 1943 года при подходе к железнодорожной станции Верховцево (Верхнеднепровский район Днепропетровской области) девятка бомбардировщиков была атакована шестью истребителями неприятеля. Несмотря на сильный заградительный огонь зенитной артиллерии, группа прорвалась к цели и уничтожила пять эшелонов с отходящими войсками противника, разрушила входные и выходные стрелки.
6 октября 1943 года при бомбардировке укреплённого пункта врага Домоткань (тот же район) звено гвардии лейтенанта Аксёнова уничтожило склад горючего и 45 автомашин, в воздушном бою с шестёркой Ме-109 сбит один вражеский самолёт.
20 октября 1943 года после возвращения с бомбардировки железнодорожных станций Александрия и Протопоповка (Кировоградская область) группа из 17 бомбардировщиков Пе-2 в сопровождении 14 истребителей под командованием командира корпуса полковника Полбина И. С. в районе села Берёзовка обнаружила вражеские бомбардировщики, направлявшиеся для нанесения удара по боевым порядкам наших войск. Командир группы принял решение атаковать врага. Потеряв несколько самолётов, противник поспешно сбросил свой бомбовый запас вблизи своего аэродрома и устремился на запад. В это время Полбин заметил вторую группу немецких самолётов. Группа вновь пошла в атаку. Всего в результате боя, в котором участвовали 31 советский и 46 немецких самолётов, было уничтожено 13 самолётов противника, из них шесть было сбито экипажами Пе-2. К. Ф. Аксёнов, как и все остальные участники этого боя, получил благодарность от командующего фронтом.
В январе-феврале 1944 года полк участвовал в уничтожении корсунь-шевченковской группировки противника, а в марте-апреле — в освобождении юго-западной Украины в ходе Уманско-Ботошанской операции.
12 апреля 1944 года звено гвардии лейтенанта Аксёнова уничтожило переправу и железнодорожный мост через реку Прут западнее населённого пункта Унгены (Молдавская ССР).
В июле 1944 года корпус был переброшен на 1-й Украинский фронт и в составе 2-й воздушной армии участвовал в Львовско-Сандомирской, Сандомирско-Силезской, Нижне-Силезской и Верхне-Силезской наступательных операциях.
18 сентября 1944 года при бомбардировке скопления вражеских войск на станции Прешов (ныне Словакия) звено К. Ф. Аксёнова уничтожило 60 вагонов с живой силой и техникой, 15 автомашин, входные и выходные стрелки, разрушило два заводских здания и 20 жилых домов.
Член ВКП(б) с 1944 года.
16 февраля 1945 года при нанесении удара по окружённой группировке гитлеровцев в городе Бреслау (ныне Вроцлав, Польша) в условиях плохой видимости звено уничтожило склад с боеприпасами.
26 марта 1945 года при выполнении боевого задания по уничтожению живой силы и техники в населённом пункте Остердорф в Верхней Силезии вывел своё звено точно на цель, произвёл прицельное бомбометание. После отхода от цели прямым попаданием снаряда зенитной артиллерии в центральный бензобак самолёт был подожжён. Направил горящий бомбардировщик на боевые порядки врага. Считался погибшим и был представлен к званию Героя Советского Союза посмертно, однако, выброшенный взрывом из кабины, остался жив. Попал в плен и через месяц был освобождён войсками союзников.
Заместитель командира эскадрильи 82-го гвардейского бомбардировочного авиационного полка 1-й гвардейской бомбардировочной авиационной дивизии 6-го гвардейского бомбардировочного авиационного корпуса 2-й воздушной армии 1-го Украинского фронта гвардии старший лейтенант Аксёнов к марту 1945 года совершил 130 боевых вылетов, из которых шесть на разведку, 83 на бомбардировку железнодорожных эшелонов, мостов, речных переправ, скоплений живой силы и техники противника с пикирования, десять — в качестве «свободного охотника»; шесть раз руководил группами, 78 раз летал во главе звена. 15 раз участвовал в воздушных боях, имея на своём счету два лично сбитых истребителя и три в групповых боях. 2-я эскадрилья, в которой служил Аксёнов, по своим бомбовым ударам считалась одной из лучших в корпусе и армии. Она первая применила способ бомбометания с пикирования и была новатором в обработке целей методом замкнутого круга. Сам Аксёнов в полку имел репутацию лучшего снайпера-пикировщика.
В сентябре 1946 года был уволен в запас в звании капитана. После демобилизации приехал в Ревду, где проживали его родители и сестра. Женился. Работал в типографии газеты «Ревдинский рабочий».
В 1965 году переехал в станицу Полтавка Новороссийской области. Жил в Новороссийске. Работал линотипистом в типографии.
Умер 7 ноября 1966 года. Похоронен в Новороссийске.

## Награды
Указом Президиума Верховного Совета СССР от 27 июня 1945 года за образцовое выполнение заданий командования и проявленные при этом мужество и героизм, гвардии старшему лейтенанту Аксёнову Константину Филипповичу присвоено звание Героя Советского Союза с вручением ордена Ленина и медали «Золотая Звезда» (№ 6571).
- Орден Красного Знамени[2]
- Орден Отечественной войны I степени[2]
- Орден Отечественной войны II степени[2]
- Медали[2]

## Память
- На здании ГПТУ № 2 в Омске, где в 1941 году Аксёнов К. Ф. окончил Омскую военную авиационную школу лётчиков, установлена мемориальная доска.